# Franz Aigner
Franz Aigner (né le 24 janvier 1892 et mort le 21 janvier 1970) est un haltérophile autrichien.

## Palmarès

### Jeux olympiques
- Paris 1924
  -  Médaille d'argent en plus de 82,5 kg.

### Championnats du monde
- Championnats du monde d'haltérophilie 1923
  -  Médaille d'or[1].